# Theuma (geslacht)
Theuma is een geslacht van spinnen uit de  familie van de Prodidomidae.

## Soorten
- Theuma ababensis Tucker, 1923
- Theuma andonea Lawrence, 1927
- Theuma aprica Simon, 1893
- Theuma capensis Purcell, 1907
- Theuma cedri Purcell, 1907
- Theuma elucubata Tucker, 1923
- Theuma foveolata Tucker, 1923
- Theuma funerea Lawrence, 1928
- Theuma fusca Purcell, 1907
- Theuma intermedia Strand, 1915
- Theuma longipes Lawrence, 1927
- Theuma maculata Purcell, 1907
- Theuma microphthalma Lawrence, 1928
- Theuma mutica Purcell, 1907
- Theuma ovambica Lawrence, 1927
- Theuma parva Purcell, 1907
- Theuma purcelli Tucker, 1923
- Theuma pusilla Purcell, 1908
- Theuma recta Lawrence, 1927
- Theuma schreineri Purcell, 1907
- Theuma schultzei Purcell, 1908
- Theuma tragardhi Lawrence, 1947
- Theuma velox Purcell, 1908
- Theuma walteri (Simon, 1889)
- Theuma xylina Simon, 1893
- Theuma zuluensis Lawrence, 1947